# José María de Basterra y Ortiz del Campo
Jose María de Basterra y Ortiz del Campo (Neguri, 14 de julio de 1865 - Ibidem, 1952) fue un destacado empresario y comerciante español. Fue uno de los principales fundadores y accionistas del Banco de Vizcaya, ahora  Banco Bilbao Vizcaya Argentaria, en 1901.

## Biografía

### Primeros años
José María era el mayor de cuatro hermanos, bautizados todos en la P. Santiago de Bilbao. Sus dos hermanos varones fueron sacerdotes jesuitas, y la hermana, monja, religiosa de la enseñanza. Su padre Pedro Félix de Basterra Ysasi, antes de nacer él, había comprado una finca de 2.326 m² en la zona de Neguri y Algorta.
José María y sus dos hermanos varones estudiaron en el Colegio de los Jesuitas de Bilbao. En 1880 pasó a Burdeos para realizar estudios de Comercio, y terminó más tarde sus estudios en la Universidad de Oxford en Inglaterra. El contacto con mentalidades extranjeras le dio una mayor amplitud de miras, además de conseguir un conocimiento perfecto del idioma inglés.

### Empresario
En 1895 en Bilbao, instaló sus almacenes en un edificio que se dio en llamar “Casa Basterra”. Comerció con el bacalao, con licores espirituosos, como vinos de la Rioja Alta y Burdeos y más productos. Más tarde, José María Basterra hizo construir una gran villa ajardinada en terrenos situados entre el ayuntamiento de Guecho y la estación de tren de Neguri. Esta casa la diseñó y construyó en 1902 el arquitecto José Mª Basterra Madariaga (pariente suyo), y fue llamada Palacio de San Ignacio.
En 1901 fundó La Gaceta del Norte junto a Luis Lezama-Leguizamón, Miguel González Careaga, Pedro Chalbaud y otros. Este fue uno de los periódicos más importantes del País Vasco durando pues, casi noventa años. Fue editado por la Editorial Vizcaína y tenía su sede en la calle Henao n.º 8. Era un diario de tendencia católica, conservadora y monárquica y durante muchos años fue uno de los periódicos de referencia de la capital vizcaína. Si en 1913 tenía una tirada de 14 000 ejemplares, para 1920 había pasado a 21 000 ejemplares.
En octubre, participa en la fundación del Banco de Vizcaya, el actual Banco Bilbao Vizcaya Argentaria. Este se fundó como banco mixto, de comercio y de inversión, y tempranamente penetró en el tejido industrial y energético español, creándose una importante cartera de valores.
Sus descendientes casaron con importantes familias de la burguesía española como Basagoiti, de Marcoartu, Basualdo, Artiach, etc.